# Copestylum pachecoi
Copestylum pachecoi är en tvåvingeart som först beskrevs av Charles Howard Curran 1939.  Copestylum pachecoi ingår i släktet Copestylum och familjen blomflugor.
Artens utbredningsområde är Guatemala. Inga underarter finns listade i Catalogue of Life.